# 堀内文次郎
堀内 文次郎（ほりうち ぶんじろう、文久3年9月17日〈1863年10月29日〉 - 1942年〈昭和17年〉3月14日）は、日本の陸軍軍人。陸士旧7期。栄典は従四位勲二等功二級。最終階級は陸軍中将。
名前に関しては「文二郎」や地元では「文治郎」の表記も見える。
号を「信水」と称した。

## 経歴
御安町にて松代藩士・堀内荘作の二男として生まれる。攻玉社を経て、1885年（明治18年）6月、陸軍士官学校（旧7期）を卒業し歩兵少尉に任官。陸士教官、台湾総督府副官、陸軍省軍務局出仕などを歴任。1900年（明治33年）4月、歩兵少佐に昇進し参謀本部副官に就任、1906年（明治39年）7月まで在任。
日露戦争では1904年（明治37年）2月から1905年（明治38年）12月まで大本営陸軍部副官を兼務し後方支援を担当。この間、1904年8月、歩兵中佐に進級。1906年7月、第13師団歩兵第58連隊長（新潟県高田）に就任。歩兵第58連隊長在任中、鶴見宜信大尉ら連隊の将校11名を選抜し専修員としてテオドール・エードラー・フォン・レルヒ少佐によるスキー指導を受けさせた。（これが「日本スキー発祥」と言われている。）1907年（明治40年）11月、歩兵大佐に昇進。1911年（明治44年）9月、陸軍少将に進級し歩兵第23旅団長に就任（長崎県）。第一次世界大戦において青島の戦いに出征。1916年（大正5年）5月、陸軍中将に進むと同時に待命となり、同年8月、予備役に編入された。
軍を退いた後は教育・スポーツに力を入れ、1929年（昭和4年）、高田（現新潟県上越市）で開いたスキー発祥20周年記念大会で講演しスキーの発展を訴えた。
その後、平安中学校長、満蒙学校長、全日本アマチュア拳闘連盟会長などを務めた。詩歌など文芸に親しみ「田毎の月」で名高い姨捨の長楽寺裏山に別荘「名月荘」を所有するなど風趣を好んだ。
1942年（昭和17年）3月14日、帝国ホテルにて徳富蘇峰の数え年80歳の誕生会に出席。その帰りの午後9時頃、東京市電日比谷交差点三信ビル前路上において自動車にはねられ、線路上に倒れているところを市電運転手に発見されたが、内臓破裂で即死していることが確認された。享年78。
葬儀は19日、青山葬儀所にて行われた。

## 年譜

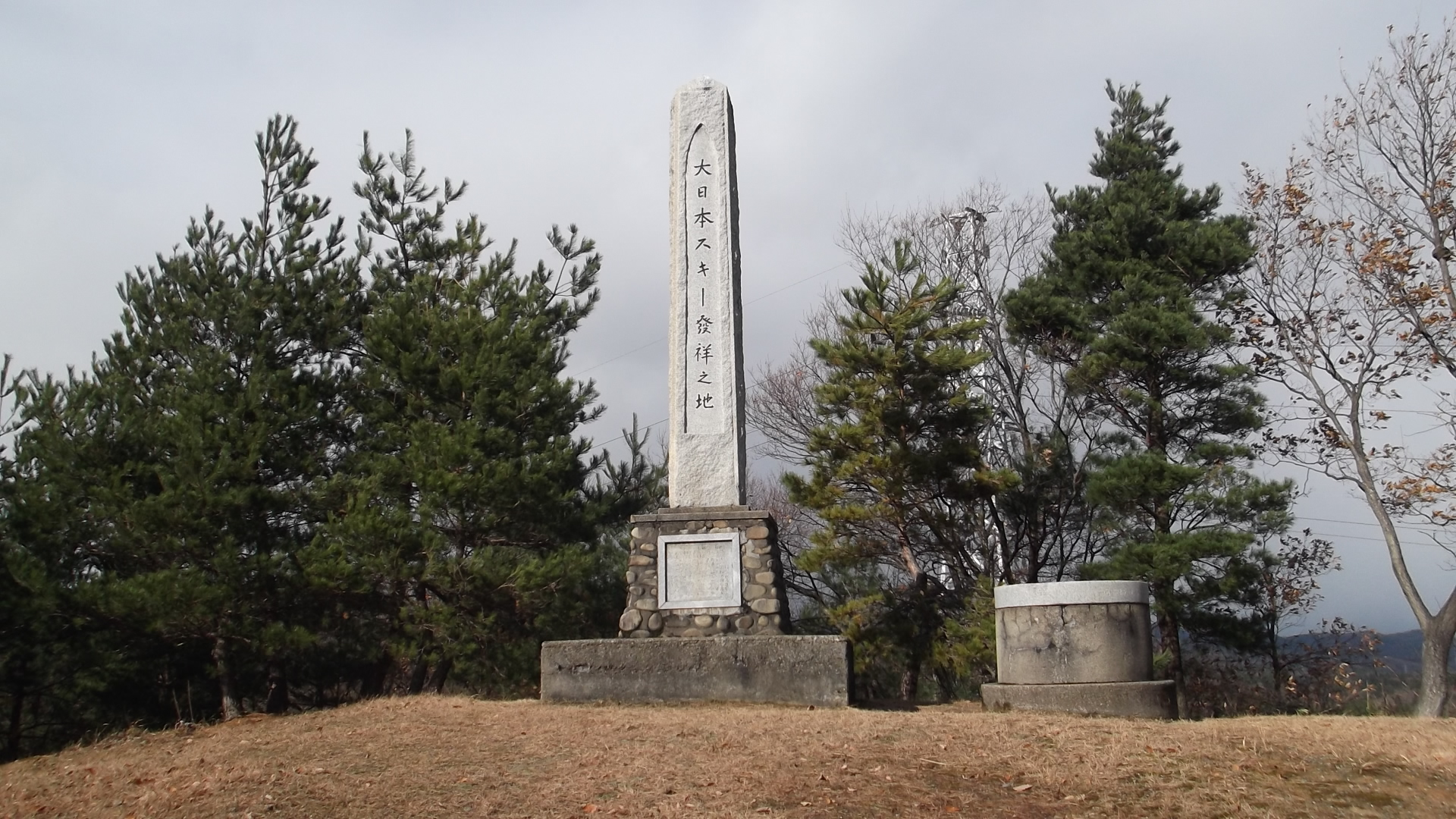
「大日本スキー発祥之地」記念碑（新潟県上越市金谷山スキー場）

- 1885年（明治18年）6月18日 - 少尉、歩兵第19連隊附
- 1887年（明治20年）3月1日 - 陸軍教導団歩兵大隊小隊長
- 1889年（明治22年）11月2日 - 中尉、士官学校生徒隊中隊附
- 1890年（明治23年）3月26日 - 陸軍教導団歩兵生徒隊附
- 1893年（明治26年）9月29日 - 陸軍士官学校生徒隊中隊附
- 1894年（明治27年）11月8日 - 陸軍歩兵大尉・陸軍士官学校教官
- 1892年（明治25年）
  - 8月17日 - 一等給下賜[6]
  - 5月17日 - 陸軍士官学校生徒隊中隊長
- 1894年（明治27年）11月8日 - 大尉、台湾総督府副官
- 1896年（明治29年）
  - 2月19日 - 一等給下賜[7]
  - 6月18日 - 兼陸軍士官学校教官
- 1897年（明治30年）12月6日 - 陸軍省軍務局課員
- 1898年（明治31年）3月11日 - 台湾総督府副官
- 1899年（明治32年）
  - 8月1日 - 陸軍省軍務局出仕
  - 11月9日 - 参謀本部出仕兼陸軍省軍務局出仕
- 1900年（明治33年）4月7日 - 少佐・参謀本部副官
- 1904年（明治37年）
  - 2月10日 - 兼大本営陸軍部副官
  - 8月10日 - 中佐
- 1905年（明治38年）12月20日 - 参謀本部高級副官
- 1906年（明治39年）
  - 4月1日 - 勲三等旭日中綬章・功三級金鵄勲章
  - 7月11日 - 歩兵第58連隊長
- 1907年（明治40年）11月13日 - 大佐
- 1911年（明治44年）9月6日 - 少将、歩兵第23旅団長
- 1915年（大正4年）
  - 2月26日 - 勲二等瑞宝章
  - 11月7日 - 勲二等旭日重光章・功二級金鵄勲章
- 1916年（大正5年）
  - 5月2日 - 中将、待命
  - 8月10日 - 予備役[8]
  - 8月30日 - 従四位
- 1926年（大正15年）4月1日 - 後備役
- 1932年（昭和5年）4月1日 - 退役

## 人物・エピソード
- 近代日本政治のブレーン・杉山茂丸[9]や、海軍元帥東郷平八郎と親交があった[10]。秩父御嶽神社創建者の鴨下清八が境内に東郷元帥の銅像建立を発案した際は東郷元帥を説得し建立を実現させた。1927年（大正14年）4月17日の銅像除幕式では東郷元帥、粕谷義三衆議院議長、海軍大臣代理小笠原長生海軍中将とともに除幕式を主催している。

## 栄典
位階
- 1885年（明治18年）9月16日 - 正八位[11]
- 1891年（明治24年）12月28日 - 従七位[12]
- 1894年（明治27年）12月18日 - 正七位[13]
- 1900年（明治33年）2月10日 - 従六位[14]
- 1904年（明治37年）10月24日 - 正六位[15]
- 1907年（明治40年）12月27日 - 従五位[16]
- 1911年（明治44年）10月20日 - 正五位[17]
- 1916年（大正5年）8月30日 - 従四位[18]
- 1942年（昭和17年）3月14日 - 正四位[19]

勲章等
- 1889年（明治22年）11月29日 - 大日本帝国憲法発布記念章[20]
- 1895年（明治28年）
  - 11月18日 - 明治二十七八年従軍記章[21]
  - 12月19日 - 勲六等瑞宝章[22]
- 1900年（明治33年）11月30日 - 勲五等瑞宝章[23]
- 1901年（明治34年）12月28日 - 勲四等旭日小綬章[24]
- 1902年（明治35年）5月10日 - 明治三十三年従軍記章[25]
- 1915年（大正4年）11月7日 - 功二級金鵄勲章・旭日重光章・大正三四年従軍記章[26]
- 1940年（昭和15年）8月15日 - 紀元二千六百年祝典記念章[27]

| 国内勲章                   | 国内勲章 | 国内勲章 | 国内勲章                 | 国内勲章 | 国内勲章 | 国内勲章 |
| 受章年                     | 国籍     | 略綬     | 勲章名                   | 備考     |          |          |
| -------------------------- | -------- | -------- | ------------------------ | -------- | -------- | -------- |
| 1915年（大正4年）2月26日   | 日本     |          | 勲二等瑞宝章             |          |          |          |
| 海外勲章                   |          |          |                          |          |          |          |
| 受章年                     | 国籍     | 略綬     | 勲章名                   | 備考     |          |          |
| -                          | 清       |          | 第三等第一品御賜双竜宝星 |          |          |          |
| 1905年（明治38年）7月6日   | 大韓帝国 | -        | 勲三等太極章             |          |          |          |
| -                          | 中華民国 | -        | 三等文虎勲章             |          |          |          |
| 記念章                     |          |          |                          |          |          |          |
| 受章年                     | 国籍     | 略綬     | 記念章名                 | 備考     |          |          |
| 1895年（明治28年）11月18日 | 日本     |          | 明治二十七八年従軍記章   |          |          |          |

- 新潟県体育協会体育功労賞[31]

## 著書
- 山縣有朋監修『陸軍省沿革史』、1905年。
- 『禅と健康』実業之日本社、1917年。
- 『つはもの』中興館書店、1917年。
- 『青島攻囲陣中記』目白書院、1918年。
- 『禅と活動』博文館、1920年。
- 『覚めよ日本人』敬文館、1921年。
- 『先づ腹を錬れ』忠誠堂、1926年。
- 『光は東から』忠誠堂、1927年。
- 『武士道の本義』モナス、1939年。
- 『名将政談』春秋社、1939年。